# Davy Arnaud
Davy Arnaud (ur. 22 czerwca 1980 w Nederland) – amerykański piłkarz występujący na pozycji pomocnika.

## Kariera klubowa
Arnaud karierę rozpoczynał w 1999 roku w zespole West Texas A&M Buffaloes z uczelni Texas A&M University System. W 2002 roku poprzez MLS SuperDraft trafił do Kansas City Wizards. W MLS zadebiutował 31 lipca 2002 roku w wygranym 1:0 pojedynku z FC Dallas. 7 czerwca 2003 roku w wygranym 2:1 spotkaniu z New York Red Bulls strzelił pierwszego gola w MLS. W 2004 roku zajął z zespołem 2. miejsce w MLS Cup oraz w klasyfikacji MLS Supporters' Shield. W latach 2012–2013 grał w Montreal Impact, a w latach 2014-2015 w D.C. United.

## Kariera reprezentacyjna
W reprezentacji Stanów Zjednoczonych Arnaud zadebiutował 9 września 2007 roku w przegranym 2:4 towarzyskim meczu z Brazylią.
W 2009 roku został powołany do kadry na Złoty Puchar CONCACAF. Zagrał na nim w pojedynkach z Grenadą (4:0), Haiti (2:2), Panamą (1:1, 2:1 po dogrywce), Hondurasem (2:0) i Meksykiem (0:5). W spotkaniu z Haiti strzelił także gola, który był jednocześnie jego pierwszym w drużynie narodowej. Tamten turniej zespół Stanów Zjednoczonych zakończył na 2. miejscu.